# Ingela Gardner Sundström
Kerstin Ingela Gardner Sundström (i riksdagen kallad Gardner i Åkersberga), född Gardner 19 oktober 1943 i Vasa församling i Göteborg, är en svensk moderat politiker. Hon har bland annat, mellan 2003 och 2010, varit kommunalråd och kommunstyrelsens ordförande i Österåkers kommun. År 2011 tillträdde hon som ordförande för kommunfullmäktige i Österåkers kommun.
1976–1978 var Ingela Gardner Sundström informationssekreterare åt skolminister Britt Mogård på utbildningsdepartementet.
Åren 1986–1989 var hon ledamot av riksdagen.
Under 2014 uppdagades att Gardner Sundström varit inblandad i en korruptionshärva i Österåkers kommun. Riksenheten för korruption beslöt att inleda en förundersökning mot Ingela Gardner Sundström efter ett inslag i SVT:s program Uppdrag Granskning. undersökningen föranledde att hon i januari 2015 tog en time-out från sina uppdrag i fullmäktige. I pressen anklagades hon bland annat för att ha varit jävig till fördel för grevefamiljen Douglas och att ha höjt sin makes lön med 331 %.
Ingela Gardner Sundström är (2011) ordförande för förhandlingsdelegationen på Sveriges Kommuner och Landsting och även adjungerad till styrelsen..